# Hrabstwo San Saba

Piramida wieku hrabstwa

Hrabstwo San Saba – rolnicze hrabstwo w USA, w środkowym Teksasie. Utworzone w 1856 r. Według danych z 2023 liczy 5845 mieszkańców (w tym 43,8% to kobiety, a 9,2% urodziło się poza granicami USA). Siedzibą hrabstwa jest miasteczko San Saba, znane jako „światowa stolica orzechów pekan”.
Północną i wschodnią granicę hrabstwa wyznacza rzeka Colorado. Do niej natomiast (przecinając hrabstwo) wpada rzeka San Saba.

## Miasta
- Richland Springs
- San Saba

## Sąsiednie hrabstwa
- Hrabstwo Mills (północ)
- Hrabstwo Lampasas (wschód)
- Hrabstwo Burnet (południowy wschód)
- Hrabstwo Llano (południe)
- Hrabstwo Mason (południowy zachód)
- Hrabstwo McCulloch (zachód)
- Hrabstwo Brown (północny zachód)

## Gospodarka
- hodowla trzody chlewnej (24. miejsce w stanie), owiec, kóz i bydła[4]
- uprawa orzechów pekan, winogrona, bawełny i pszenicy[4]
- turystyka[3]
- rybołówstwo i myślistwo[3]
- produkcja siana[4].

83% areału gospodarstw zajmują pastwiska, 10% uprawy i prawie 6% to obszary leśne. 

## Demografia
Mieszkańcy deklarują głównie pochodzenie meksykańskie (28,3%), niemieckie (13,8%), angielskie (13%), irlandzkie (12,3%) i „amerykańskie” (8,5%).